# Max Christiansen
Max Christiansen (Flensburg, 25 de setembro de 1996) é um futebolista alemão que atua como volante. Atualmente defende o Hannover 96.

## Carreira

### Rio 2016
Max Christiansen fez parte do elenco da Seleção Alemã de Futebol nas Olimpíadas de 2016.